# Perdix
Perdix reprezintă un gen de păsări de talia unui porumbel, din familia fazanilor (Phasianidae), ordinul Galliformes.

## Date generale
Cele trei specii de potârnichi sunt foarte răspândite în Eurasia. Prepelițele și potârnichile sunt păsări care prezintă din punct de vedere al aspectului morfologic un dimorfism sexual destul de accentuat între femelă și mascul, fiind sedentare (cu excepția prepeliței).

## Speciile genuluiPerdix
- Perdix perdix
- Perdix dauurica
- Perdix hodgsoniae

Se mai poate aminti: 
- Potârnichea de stâncă (Alectoris graeca)

## Răspândire în România
Potârnichea (Perdix perdix) se întâlnește în regiunile joase de câmpie din țară. Coloritul penajului este brun-deschis, gușa și gâtul fiind de culoare cenușie, masculii au culorile penajului mai vii. Potârnichea este monogamă, în afara periodadei clocitului trăiește în cârduri. Este o specie de păsări foarte prolifice, femela depune într-o pontă între 10 și 20 de ouă de culoare verde-gălbui sau brune. Cuibărește în ierburi, pe sol, puii eclozează la 23 - 24 de zile, se poate spune că, în privința mediului de trai, este o pasăre sedentară.